# Antoon Stillemans
Antoon Stillemans (Sint-Niklaas, 10 december 1832 – Gent, 5 november 1916) was een Belgisch bisschop. Hij was de 24ste bisschop van het bisdom Gent.

## Loopbaan
Hij kwam uit een gezin van vijftien kinderen waarvan de vader het beroep van schoenmaker uitoefende. Amper vijf kinderen werden volwassen, zijn oudere broer Pierre-Louis Stillemans (1821-1902) werd eveneens priester en later vicaris-generaal van het bisdom.
Stillemans werd gedoopt in de Sint-Nicolaaskerk. Hij studeerde af als doctor in de letteren en wijsbegeerte aan de Katholieke Universiteit Leuven (1860). 
Na zijn priesterwijding op 20 september 1856 werd hij leraar en in 1867 superior aan het Sint-Jozef-Klein-Seminarie van Sint-Niklaas. In 1888 werd hij president van het grootseminarie van Gent. Hij was ook kanunnik van het Sint-Baafskapittel.
Zijn geplande benoeming tot professor in de filosofie aan de Katholieke Universiteit van Leuven werd onmogelijk. Stillemans moest er de opvolger worden van kanunnik Gerhard Casimir Ubaghs. Omwille van het protest dat kwam van de Luikse bisschop Théodore Alexis Joseph de Montpellier ging de promotie niet door. Wel kreeg hij er op 7 oktober 1889 een eredoctoraat in de theologie.

## Bisschop

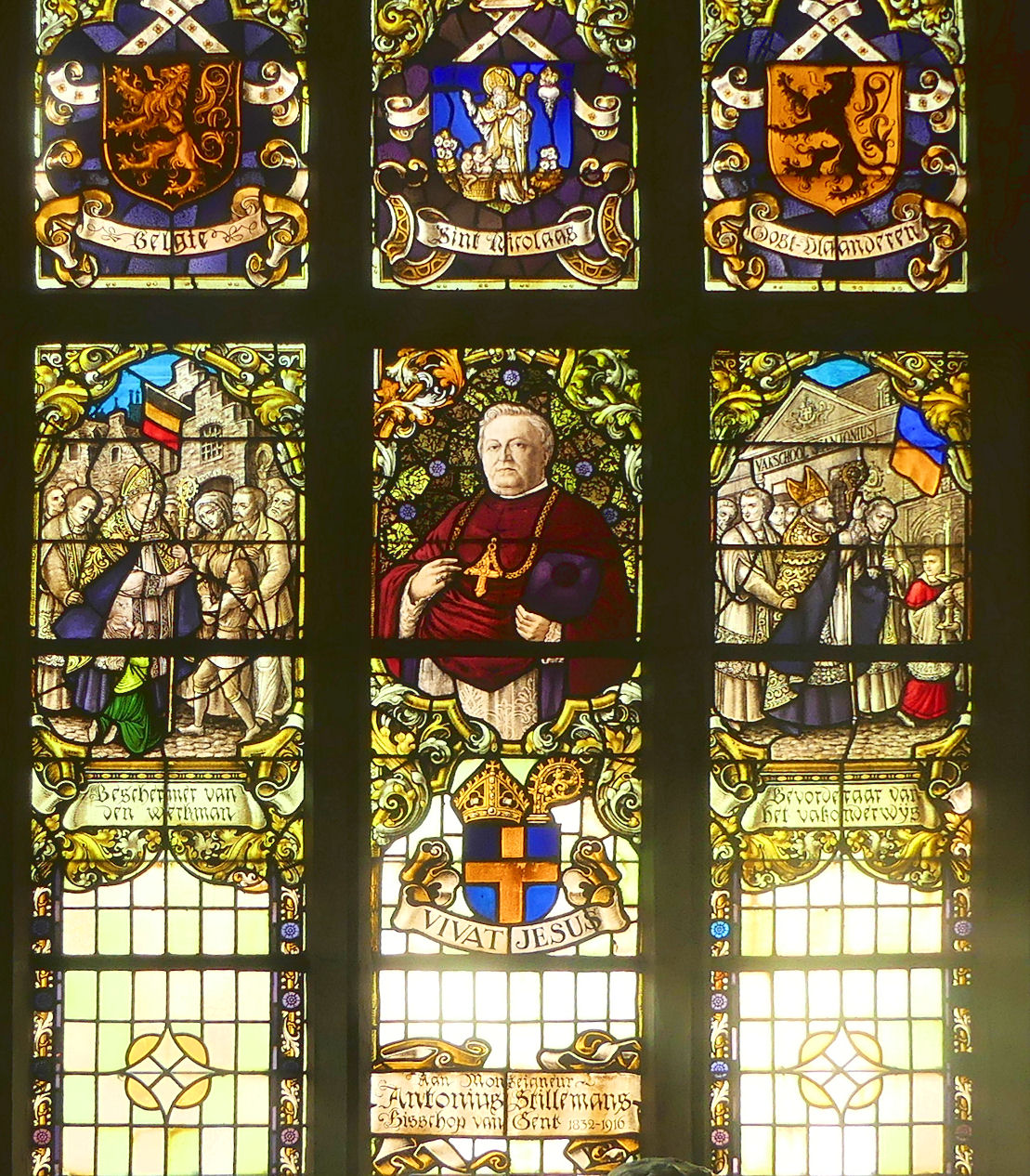
Glasraam in het stadhuis van Sint-Niklaas, ter ere van Mgr. Stillemans, stichter der Vak- en Ambachtsschool St-Antonius

Antoon Stillemans werd op 30 december 1889 bisschop van Gent benoemd. 
Op 27 januari 1890 had zijn bisschopswijding plaats in de Sint-Baafskathedraal, ze werd geleid door de Italiaanse bisschop en pauselijke nuntius Giuseppe Francica Nava de Bontifè, bijgestaan door de Luikse bisschop Victor-Joseph Doutreloux en zijn Doornikse collega Isidore Joseph Du Roussaux. Zijn wapenspreuk was Vivat Jesus (Leve Jezus). Stillemans was toen 57 jaar.

Tijdens zijn episcopaat schorste hij de bekende pastoor Daens uit Aalst in 1899.
Rond 1900 werd onder zijn bescherming de reeds bestaande avondschool uit 1886 verder uitgebouwd tot Vak- en Ambachtsschool Sint-Antonius. Deze wijzigde later in het Hoger Technisch Instituut Sint-Antonius. In 1895 schenkt hij aan de Sint-Jozefparochie, een nieuw neogotisch altaar en glasraam ter ere van zijn patroonheilige Sint-Antonius. Hij komt het persoonlijk inwijden. In datzelfde jaar wijdt hij het nieuwe Gildehuis, ontworpen door Ferdinand van Goethem, plechtig in. De feestelijkheden werden bijgewoond door Graaf de Bergeyck, kanunnik Van Necke, Massez en zijn broer kanunnik Stillemans.
In 1905 besloot hij, samen met de provincie Oost-Vlaanderen, om een nieuw bisschoppelijk seminarie te bouwen. Het gebouw was klaar in 1914 maar werd als kazerne gebruikt door de Duitse bezetter.
Op 26 maart 1914 kreeg hij Eugène Van Rechem als hulpbisschop. Toen hij in datzelfde jaar zijn zilveren bisschopsjubileum vierde, werd hem door de paus het pallium geschonken. 
Op 1 mei 1916 wijdde hij Edward Poppe tot priester en in juni benoemde hij hem tot onderpastoor van Sint-Coleta te Gent.

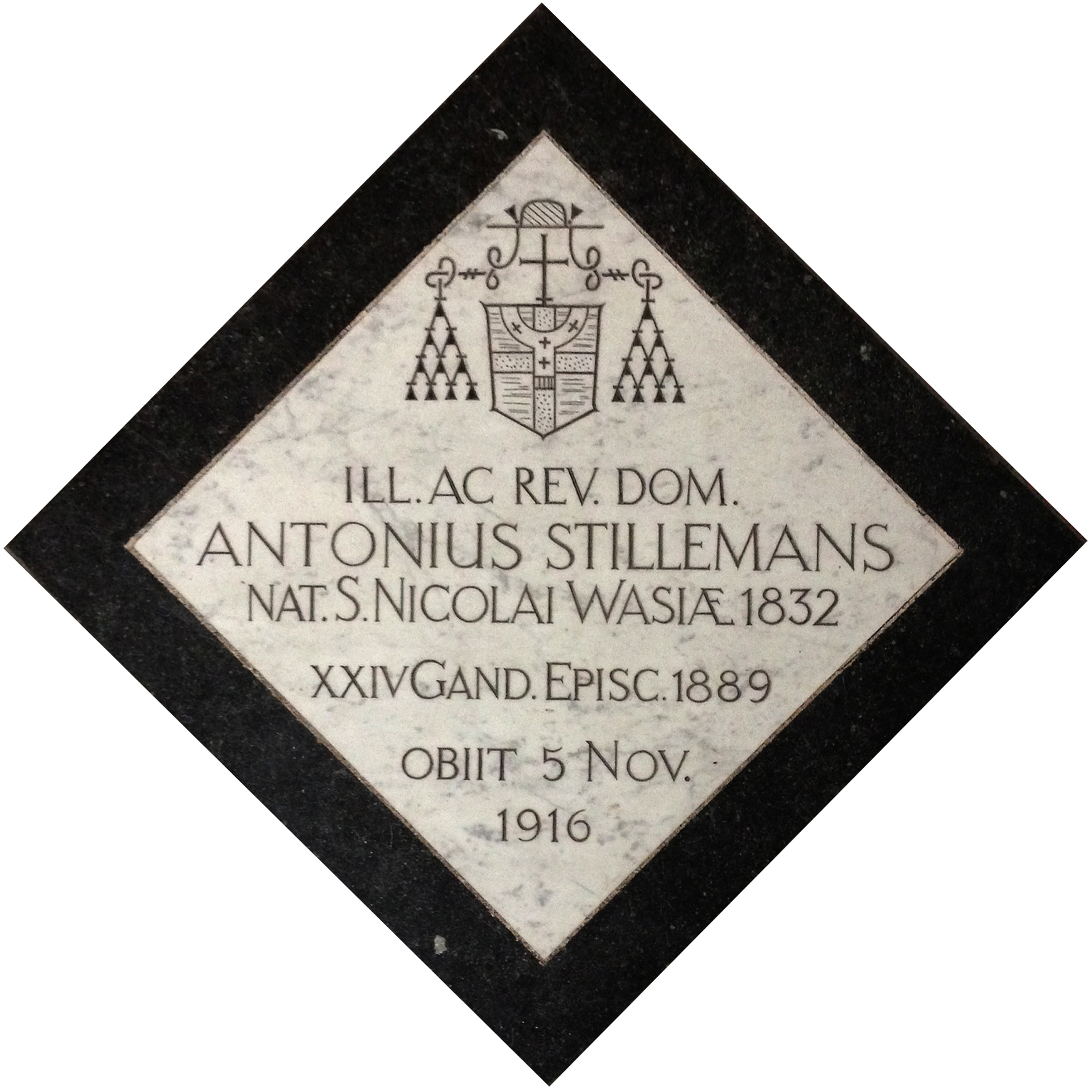
Grafplaat van bisschop Antonius Stillemans

Bij zijn overlijden op 5 november 1916 (kort voor zijn 84ste verjaardag) werd hij 3 dagen later bijgezet in de bisschoppelijke galerij op het kerkhof van Mariakerke en pas op 24 maart 1959 werd hij samen met vier andere bisschoppen (na zeven jaar onderhandelen van hulpbisschop Leo De Kesel) overgebracht naar de crypte van de Sint-Baafskathedraal.

## Kerkwijdingen
- 17 juni 1895: Inwijding van het Sint-Antoniusaltaar, Tereken. [1]
- 22 september 1895: plechtige inwijding nieuw Gildenhuis, Sint-Niklaas.[2]
- 16 september 1890: Sint-Macharius, Gent.
- 25 september 1895: Sint-Coletakerk, Gent.
- 7 mei 1899: Kopkapel, Lokeren.[3]
- 19 augustus 1902: de Sint-Pieter en Paulusbasiliek, Abdij van Dendermonde.
- 21 september 1899: Klooster der zusters Reparatricen, Sinaai
- 3 oktober 1906: Parochiekerk Sint-Antonius van Padua, Eeklo.[4]
- 19 oktober 1891: Kerk van Sombeke[dode link].[5]
- 10 juni 1899: Kerk Sint-Martinus, Ronse.[6]
- 2 september 1907: kerk Onze-Lieve-Vrouw en Sint-Pieter, Zaffelare.[7]

## Varia
Mgr. Stillemans kroonde in opdracht van de Paus het miraculeus beeld van Gaverland en dat van Kerselare.